# Neptis pila
Neptis pila är en fjärilsart som beskrevs av Robert Christopher Tytler 1940. Neptis pila ingår i släktet Neptis och familjen praktfjärilar. Inga underarter finns listade i Catalogue of Life.